# (2517) Orma
(2517) Orma es un asteroide perteneciente al cinturón de asteroides descubierto por Paul Wild desde el Observatorio de Berna-Zimmerwald, Suiza, el 28 de septiembre de 1968.

## Designación y nombre
Orma recibió al principio la designación de 1968 SB.
Posteriormente se nombró con la palabra italiana para «rastro». Wild eligió este nombre porque es un anagrama alfanumérico de (1257) Móra.

## Características orbitales
Orma orbita a una distancia media de 3,184 ua del Sol, pudiendo acercarse hasta 2,635 ua y alejarse hasta 3,732 ua. Tiene una inclinación orbital de 2,628° y una excentricidad de 0,1724. Emplea 2075 días en completar una órbita alrededor del Sol.